# Arasada pyraliformis
Arasada pyraliformis är en fjärilsart som beskrevs av George Francis Hampson. Arasada pyraliformis ingår i släktet Arasada och familjen nattflyn. Inga underarter finns listade i Catalogue of Life.